# Amphiglossus ornaticeps
Espèce
Synonymes
- Sepsina ornaticeps Boulenger, 1896

Statut de conservation UICN

 LC  : Préoccupation mineure
Amphiglossus ornaticeps est une espèce de sauriens de la famille des Scincidae.

## Répartition
Cette espèce est endémique de Madagascar.

## Publication originale
- Boulenger, 1896 : Descriptions of new lizards from Madagascar. Annals and Magazine of Natural History, sér. 6, vol. 17, p. 444-449 (texte intégral).